# Fuck What You Think
Fuck What You Think è il secondo e ultimo album del gruppo hip hop statunitense/canadese Main Source, pubblicato nel 1994.
| Recensione | Giudizio |
| ---------- | -------- |
| AllMusic   | [ 1 ]    |

## Tracce
1. Diary of a Hitman – 5:23
2. Only the Real Survive – 3:31
3. What You Need – 4:15
4. Merrick Boulevard – 3:27
5. Down Low – 3:36
6. Intermission – 1:56
7. Where We're Coming From – 3:22
8. Hellavision – 4:00
9. Fuck What You Think – 4:37
10. Set It Off (featuring The LOX, Lotto & Shaqueen) – 4:41
11. Scratch and Kut '94 – 2:06